# Û

Ilustrace

Û (minuskule û) je písmeno latinky, které se používá ve francouzštině a velštině.

## Výslovnost

### Velština
Ve velštině se û vyslovuje jako /ɨː/ – dlouhý zvuk polského y, podobně jako starší výslovnost českého ý) nebo /iː/ (české í a moderní výslovnost ý).

### Francouzština
Ve francouzštině nemá stříška nad písmenem û vliv na výslovnost – vyslovuje se stejně jako běžné u (jehož výslovnost záleží na kontextu).

## Kódování
| Znak                         | Û                                      | Û                                      | û                                    | û                                    |
| ---------------------------- | -------------------------------------- | -------------------------------------- | ------------------------------------ | ------------------------------------ |
| Název v Unicodu              | Latin Capital Letter U with Circumflex | Latin Capital Letter U with Circumflex | Latin Small Letter U with Circumflex | Latin Small Letter U with Circumflex |
| Kódování                     | dec                                    | hex                                    | dec                                  | hex                                  |
| Unicode                      | 219                                    | U+00DB                                 | 251                                  | U+00FB                               |
| UTF-8                        | 195 155                                | c3 9b                                  | 195 187                              | c3 bb                                |
| Číselná entita               | &#219;                                 | &#x00DB;                               | &#251;                               | &#x00FB;                             |
| Názvová entita               | &Ucirc;                                | &Ucirc;                                | &ucirc;                              | &ucirc;                              |
| ISO 8859-1/3/4/9/10/14/15/16 | 219                                    | DB                                     | 251                                  | FB                                   |
| EBCDIC family                | 251                                    | FB                                     | 219                                  | DB                                   |